# Siméon-François Berneux
Siméon-François Berneux o Simeón de Berneux (Château-du-Loir, 14 de mayo de 1814 -  Saenamteo, 7 de marzo de 1866) fue un misionero católico francés, miembro de la Sociedad de las Misiones Extranjeras de París, martirizado por fuerzas imperiales de Corea, debido a su trabajo evangelizador allí. Es venerado como santo por la Iglesia católica y conmemorado el 7 de marzo.

## Biografía
Nació en Château-du-Loir, el 14 de mayo de 1814, en plena regencia de Napoleón Bonaparte, en el seno de una familia pobre.

### Vida sacerdotal
Tuvo el llamado del sacerdocio cuando tenía 10 años, en 1824. Ingresó al seminario de Mons, en Bélgica, en 1831, cuando tenía 17 años. Sin embargo tuvo que alejarse por problemas del salud y se mantuvo en cuarentena por dos años, trabajando de tutor. Retornando al seminario, se ordenó sacerdote, el 20 de mayo de 1837, cuando recién había cumplido 23 años. Sirvió igualmente como profesor y guía espiritual en Mons.

### Misión
Simeón ingresó a la Sociedad de las Misiones Extranjeras de París, en 1839, y salió de misión en dirección a Asia el 13 de enero de 1840. Se presentó ante el obispo de Manila, Retord, y luego el 17 de enero, dirigidos por el obispo Retord, los sacerdotes Berneux, Galy y Taillandier, viajaron a Tonkín, hoy Vietnam.
Simeón se instaló en un convento en la ciudad de Yen-Moi, donde aprendió vietnamita.
El Sábado Santo del año 1841, fue arrestado, junto a otro sacerdote, por fuerzas anticristianas del gobierno, y condenados a muerte, por no renegar de su fe, el 8 de octubre de 1842. Sin embargo, las autoridades francesas en la región, lograron su liberación el 7 de marzo de 1843.

### Martirio
Finalmente fue arrestado el 23 de febrero de 1866. Se le interrogó, fue golpeado, se le quebraron los huesos de las piernas como medida de tortura. Se le aplicó a sus ojos cal, lo que le generó ceguera. Fue arrastrado hasta morir, para finalmente ser decapitado, y su muerte se produjo en una playa cerca del río Han, en Saenamteo, Seúl, capital del Reino de Gran Joseon (hoy Corea del Sur), en 1866. Su muerte provocó la intervención de fuerzas del orden francesas en la región, ese mismo año.

## Onomástico y Culto público
Sus restos se encuentran en el Instituto San Felipe Neri en Berlín, Alemania. Es venerado el 7 de marzo.
Fue declarado venerable, el 4 de julio de 1968, y posteriormente beatificado el 6 de octubre del mismo año, en ambas ocasiones por el papa Pablo VI. Fue así mismo canonizado por el papa Juan Pablo II, el 6 de mayo de 1984, junto a 102 coreanos más que murieron en condiciones similares, siendo el más insigne de ellos Andrés Kim Taegon, el primer sacerdote coreano de la historia.
La canonización se dio en medio del viaje misionero del Papa a Corea del Sur y otros países asiáticos, en la isla de Yeouido, en el río Han, en una ceremonia especial.